# Bourneau
Bourneau é uma comuna francesa na região administrativa da Pays de la Loire, no departamento de Vendéia. Estende-se por uma área de 16,36 km². Em 2010 a comuna tinha 747 habitantes (densidade: 45,7 hab./km²).